# Konstantin Konstantinowitsch Romanow (1858–1915)

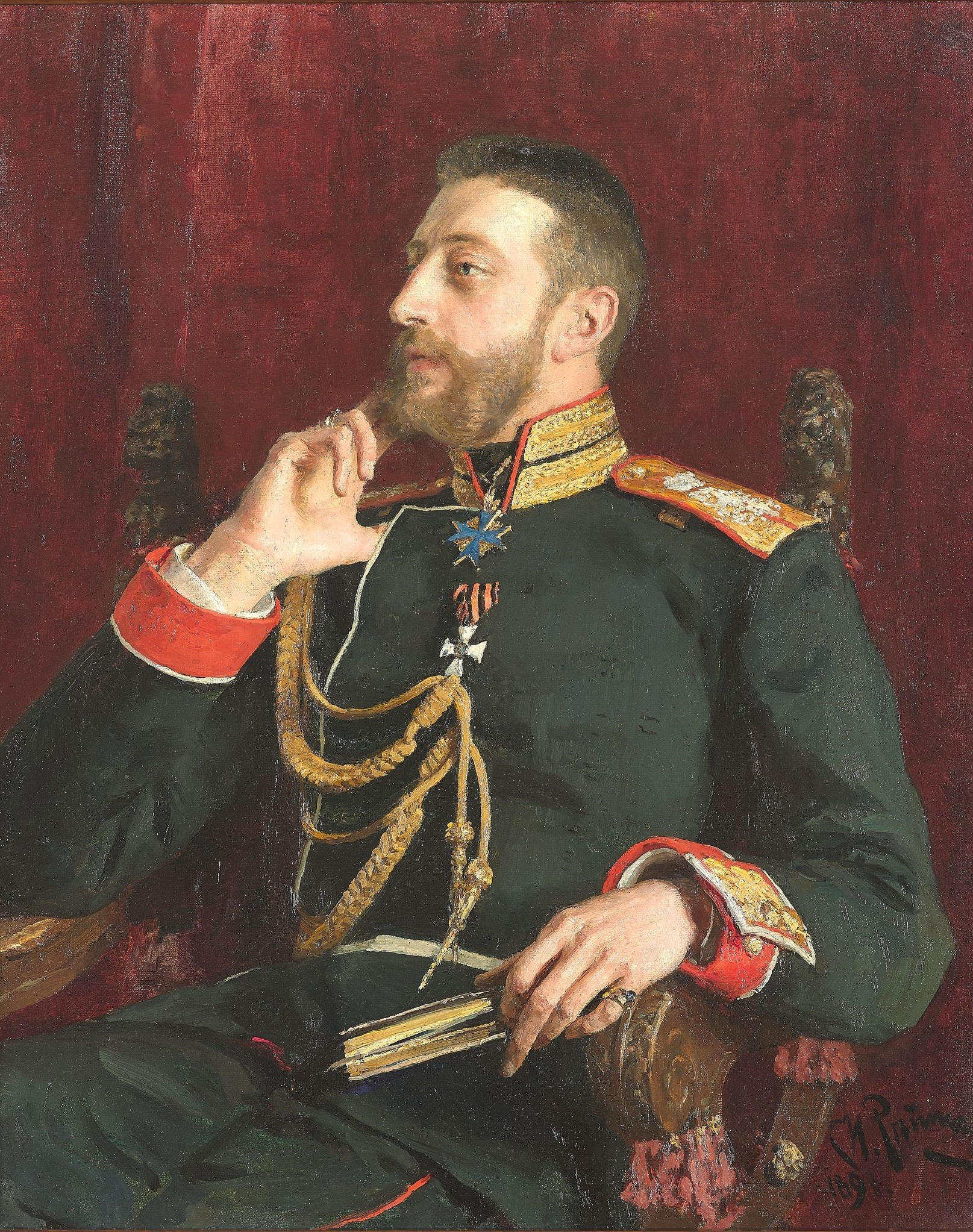
Großfürst Konstantin Konstantinowitsch Romanow (Gemälde von Ilja Jefimowitsch Repin, 1891)

Konstantin Konstantinowitsch Romanow (russisch Константи́н Константи́нович Романов; * 10. Augustjul. / 22. August 1858greg. im Konstantinpalast in Strelna; † 2. Junijul. / 15. Juni 1915greg. in Pawlowsk) war ein Großfürst aus dem Hause Romanow-Holstein-Gottorp. Als Dichter und Dramatiker war er unter dem Schriftstellernamen „KR“ bekannt.

## Leben
Konstantin war der zweite Sohn des Großfürsten Konstantin Nikolajewitsch Romanow (1829–1892) und dessen Gattin Prinzessin Alexandra von Sachsen-Altenburg (1830–1911), Tochter von Herzog Joseph und Prinzessin Amalie von Württemberg. Er war ein Neffe der Königin Marie von Hannover und Enkel des russischen Zaren Nikolaus I. Von seiner frühen Kindheit an interessierte sich Konstantin mehr für Literatur, Kunst und Musik als für das Militär. Dennoch wurde er auf eine Marineschule geschickt und kam später zum Ismailowski Leibgarde-Regiment. Schon früh erkannte er seine Bisexualität.
Am 27. April 1884 heiratete Großfürst Konstantin Konstantinowitsch Romanow in Sankt Petersburg seine deutsche Cousine (zweiten Grades) Prinzessin Elisabeth von Sachsen-Altenburg (1865–1927), Tochter des Prinzen Moritz von Sachsen-Altenburg und der Prinzessin Augusta Luise Adelaide Karoline Ida von Sachsen-Meiningen. Die Ehe war glücklich und sie hatten neun Kinder.

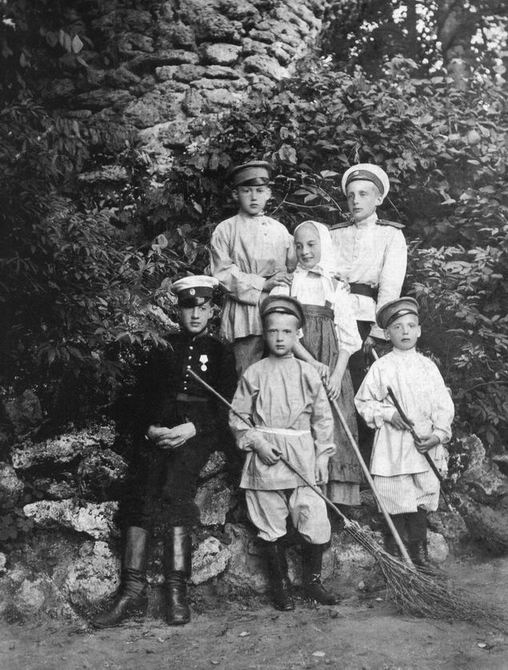
Die Kinder des Großfürsten Konstantin Konstantinowitsch Romanow

- Iwan Konstantinowitsch (1886–1918)

⚭ 1911 Prinzessin Elena Karađorđević von Serbien
- Gavriil Konstantinowitsch (1887–1955)

⚭ 1917 Antonia Nesterovskaya († 1950)
⚭ 1951 Prinzessin Irina Iwanowna Kurakina
- Tatjana Konstantinowna (1890–1979)

⚭ 1911 Fürst Konstantin Bagration-Macharinski (1888–1915)
- Konstantin Konstantinowitsch (1891–1918), unverheiratet
- Oleg Konstantinowitsch (1892–1914), unverheiratet
- Igor Konstantinowitsch (1894–1918), unverheiratet
- Georgi Konstantinowitsch (1903–1938), unverheiratet
- Natalia (*/† 1905)
- Wera Konstantinowna (1906–2001), unverheiratet

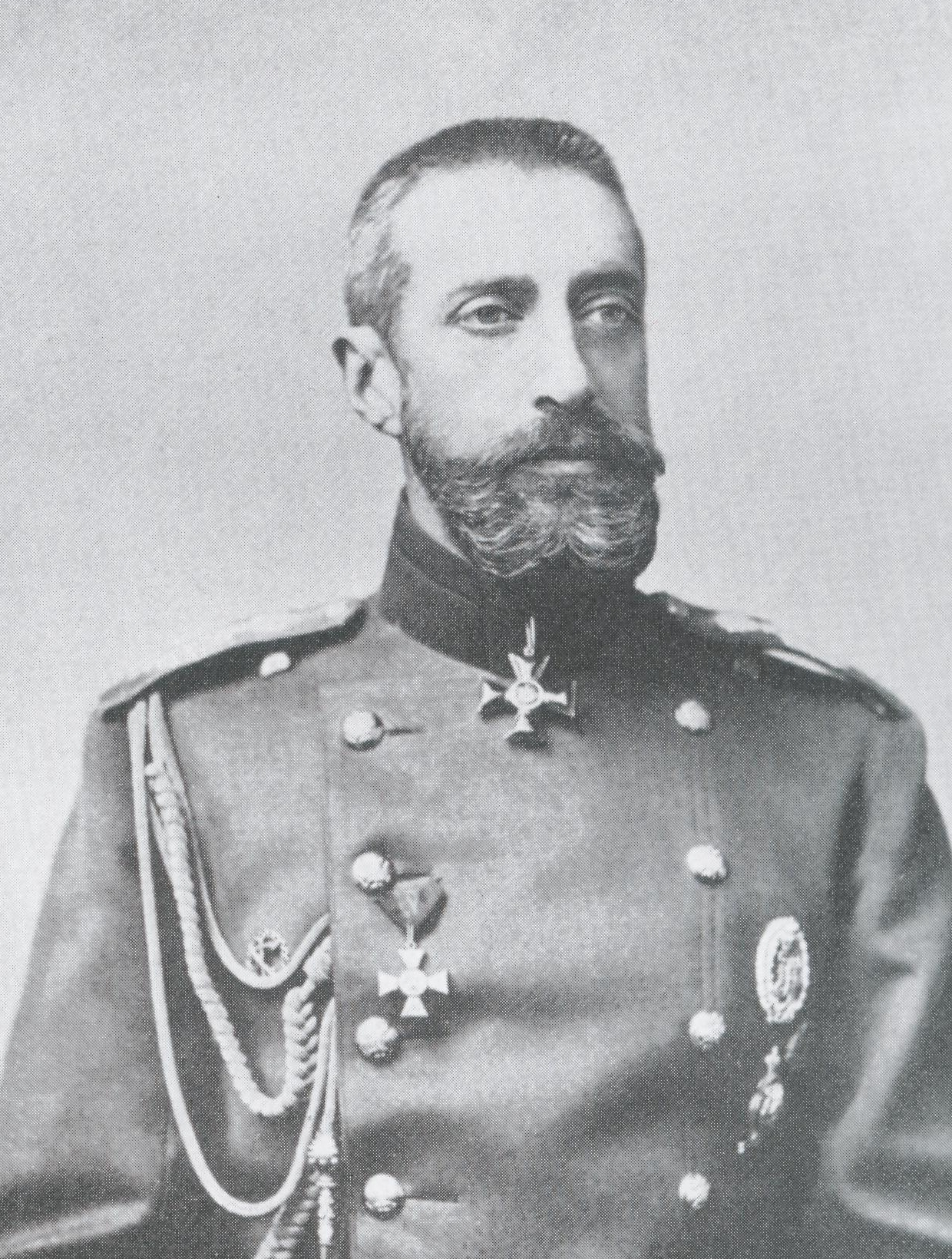
Großfürst Konstantin Konstantinowitsch Romanow

Die Kinder von Konstantin und Elisabeth waren die ersten, die unter das modifizierte Hausgesetz der Romanow (14. Juli 1886) des Zaren Alexander III. fielen, in dem er den Titel „Großfürst“ bzw. „Großfürstin“ auf die Kinder und Enkel in der männlichen Linie eines Zaren einschränkte. Entfernte Nachkommen würden künftig den Titel „Kaiserlicher Fürst“ bzw. „Fürstin“ tragen.
Großfürst Konstantin war ein Förderer der russischen Kunst. Selber ein talentierter Pianist, war er Präsident des russischen Musikvereins und zählte Pjotr Tschaikowski zu seinen besten Freunden. Aber in erster Linie war er Literat und gründete mehrere literarische Vereine. Er übersetzte Werke von Schiller und Goethe ins Russische und war auf seine Übersetzung von Hamlet besonders stolz. Er schrieb das Theaterstück „König von Judäa“, in dem er die Rolle des „Joseph von Arimathea“ spielte. Die Homosexualität des Großfürsten Konstantin wurde nach der Veröffentlichung seiner Tagebücher öffentlich bekannt. Wie erwähnt, kamen die ersten homosexuellen Erfahrungen des Großfürsten in der Marineakademie vor, und er versuchte seine Gefühle zu unterdrücken (zwischen 1893 und 1899 in seinem Tagebuch als „Hauptsünde“ bezeichnet). Nach der Geburt seines siebten Kindes war er oft in mehreren männlichen Bordellen in Sankt Petersburg zu Gast. 1904 lernte er Jazko kennen, zwischen den beiden Männern entwickelte sich eine längere Beziehung.
Er war Regimentschef des Garde-Grenadier-Regiments Nr. 5 in Spandau.
Beim Ausbruch des Ersten Weltkrieges war das Großfürstenpaar in Deutschland, wo sie einen Kuraufenthalt in Bad Wildungen nahmen. Die Rückkehr nach Russland war mit Hindernissen verbunden. In Sankt Petersburg angekommen, verschlechterte sich sein Gesundheitszustand rapide. Fünf seiner sechs Söhne dienten in der russischen Armee, im Oktober 1914 wurde Oleg tödlich verwundet und im März 1915 sein Schwiegersohn. Kurz darauf erlitt Großfürst Konstantin einen Schlaganfall, woran er am 15. Juni 1915 starb.